# Мешко Галина Михайлівна
Галина Михайлівна Мешко (нар. 10 серпня 1965, Погрібці) — українська учителька, докторка педагогічних наук (2013), професорка (2014). Відмінниця освіти України (2019), нагрудний знак «Василь Сухомлинський» (2020).

## Життєпис
Галина Мешко народилася 10 серпня 1965 року в селі Погрібцях (УРСР, нині Зборівської громади Тернопільського району Тернопільської области, Україна).
Закінчила Чортківське педагогічне училище (1984, з відзнакою), педагогічний факультет Київського державного педагогічного інституту імені О. М. Горького (1989). Відтоді працює в Тернопільському національному педагогічному університету імені Володимира Гнатюка: асистентка кафедри педагогіки, від 2001 — доцентка катедри педагогіки. від 2014 донині — професорка та завідувачка катедри педагогіки та менеджменту освіти.
Керівниця Центру педагогічного консалтингу, що функціонує при катедрі педагогіки та менеджменту освіти.

## Доробок
Авторка понад 240 публікацій, серед яких дві одноосібні монографії, п'ять колективних монографій в Україні, п'ять колективних зарубіжних монографій, 96 статей у вітчизняних фахових та зарубіжних наукових виданнях, 15 навчальних і навчально-методичних посібників для вищої школи (7 рекомендовані МОН України), 19 програм навчальних курсів, з яких 5 мають гриф МОН України.